# Merremia eberhardtii
Merremia eberhardtii là một loài thực vật có hoa trong họ Bìm bìm. Loài này được (Gagnep.) N.T. Nhan mô tả khoa học đầu tiên năm 1990.